# Mariam Rezaei
Mariam Rezaei (Gateshead, Tyne y Wear; 16 de octubre de 1984) es una compositora, escritora, intérprete, DJ e improvisadora inglesa. Mariam trabaja predominantemente con tocadiscos, piano, voz y electrónica. Anteriormente fue productora de TOPH, un espacio de producción de artes mixtas en Newcastle, y después se convirtió en directora artística del Festival TUSK.
Diversas de sus composiciones e interpretaciones de Rezaei han aparecido en BBC Radio 3 desde 2015.

## Primeros años y educación
Mariam nació en Gateshead, Tyne y Wear y es de ascendencia inglesa-iraní. Creció tocando el piano clásico. Más tarde, cuando tenía quince años, desarrolló interés por la interpretación DJ, y a esa edad también comenzó a escribir música. Su interés por escribir música con tocadiscos se desarrolló un poco más tarde, mientras competía en concursos de DJ locales y nacionales. Completó y obtuvo su doctorado en Filosofía de la Composición para Tocadiscos y Conjunto en la Universidad de Durham en mayo de 2016, y se convirtió en profesora de Tecnología y Composición Musical en la Universidad de Newcastle.

## Carrera
Para la Olimpiada Cultural de 2012, compuso para NOISESTRA, para actuar con Apartment House en el Sage Gateshead, 2012 y Edimburgo en 2013. Ilan Volkov la invitó como improvisadora invitada para los 47 BBC Proms en 2012, en la celebración del centenario de John Cage. Interpretó 'Jig Hop' con Kathryn Tickell y Folkestra para el BT River of Music Festival como parte de la Olimpiada Cultural de 2012, en Trafalgar Square.
En 2014 interpretó las partituras gráficas de Richard Dawson, desarrollando nuevas obras como Wax Magnetic, un encargo del British Film Institute para 'Der Golem' con Noize Choir, 'SuperDream' con Isis Arts, Swallows Foundation, British Council ZA y La Sesión Trinidad ZA. Otros encargos en esta época incluyen Olavsfestdagene, Noruega, para Turntable Quartet, voz solista y el contrabajista Michael Duch; e 'INSiiiDE', una pieza conjunto para Ilan Volkov, Tectonics Festival, Tel Aviv. 'ANX' fue un encargo para TECTONICS GLASGOW y la BBC, para miembros de la BBC Scottish Symphony Orchestra y la Glasgow Improvisers Orchestra, la cual se estrenó el 1 de mayo y se transmitió por BBC Radio 3. Con el apoyo del Arts Council England, Mariam comenzó la primera residencia como compositora en la Biblioteca de la Sociedad Filosófica y Literaria de Newcastle, en mayo de 2014, trabajando con Neil Davidson (Glasgow), Rhodri Davies (Gateshead) y Michael Duch (Noruega) en proyectos de investigación de corta duración.
En 2015, Mariam compuso e interpretó en teatro, incluidos 'Flock' y 'Cinema' de ZENDEH, 'Beats North' de Curious Monkey, ambos en 2015 'Into Thin Air' de Precious Cargo, 'Here Es Northern Stage de The News y Lorne Campbell, 'Your Aunt Fanny', Live Theatre y 'Jumping Puddles' de Open Clasp Theatre Co.

### TOPH /The Old Police House
En 2013, Rezaei instaló un estudio y un espacio para interpretaciones musicales en The Old Police House (TOPH) en Gateshead.
Una organización y un colectivo de artistas llamado TOPH (del cual Rezaei es directora y miembro artista) se ha desarrollado desde y más allá de esta ubicación específica. TOPH ha sido anfitrión de TUSK FRINGE como parte del TUSK Festival, Gateshead desde 2015.

## Premios
Mariam Rezai recibió el premio a la Mejor Revelación 2012 en los Journal Culture Awards y el premio 'Enhancing Communities' con Northern Proud Voices en 2014.
En 2022, Rezaei recibió el 'Premios para artistas' de la Fundación Paul Hamlyn por su contribución al campo de la composición musical.